# Alpha Sissoko
Alpha Nelson Sissoko, född 7 mars 1997, är en fransk fotbollsspelare som spelar för Guingamp.

## Karriär
Sissoko är född i Bondy och spelade som ung i AS La Courneuve, CM Aubervilliers, Red Star, JA Drancy och AS Montferrand innan han 2014 skrev på för Clermont. Sissoko debuterade i Ligue 2 den 19 september 2017 i en 2–0-vinst över LB Châteauroux. I november 2017 skrev Sissoko på sitt första proffskontrakt med Clermont. Säsongen 2018/2019 spelade han 21 matcher i Ligue 2.
Den 3 april 2019 värvades Sissoko av Saint-Étienne, där han skrev på ett treårskontrakt med start den 1 juli. I januari 2020 lånades Sissoko ut till Championnat National-klubben Le Puy. Han spelade fyra matcher för klubben innan alla fotbollstävlingar i Frankrikes avbröts på grund av coronaviruspandemin.
Sissoko debuterade för Saint-Étienne i Ligue 1 den 17 september 2020 i en 2–0-vinst över Marseille, där han blev inbytt i den 71:a minuten mot Charles Abi. Den 30 januari 2022 värvades Sissoko av Ligue 2-klubben Quevilly-Rouen, där han skrev på ett halvårskontrakt. I juni 2022 skrev Sissoko på ett nytt ettårskontrakt med option på ytterligare ett år.
Den 2 juli 2024 värvades Sissoko av Guingamp, där han skrev på ett tvåårskontrakt.